# Giochi mondiali sulla spiaggia 2019

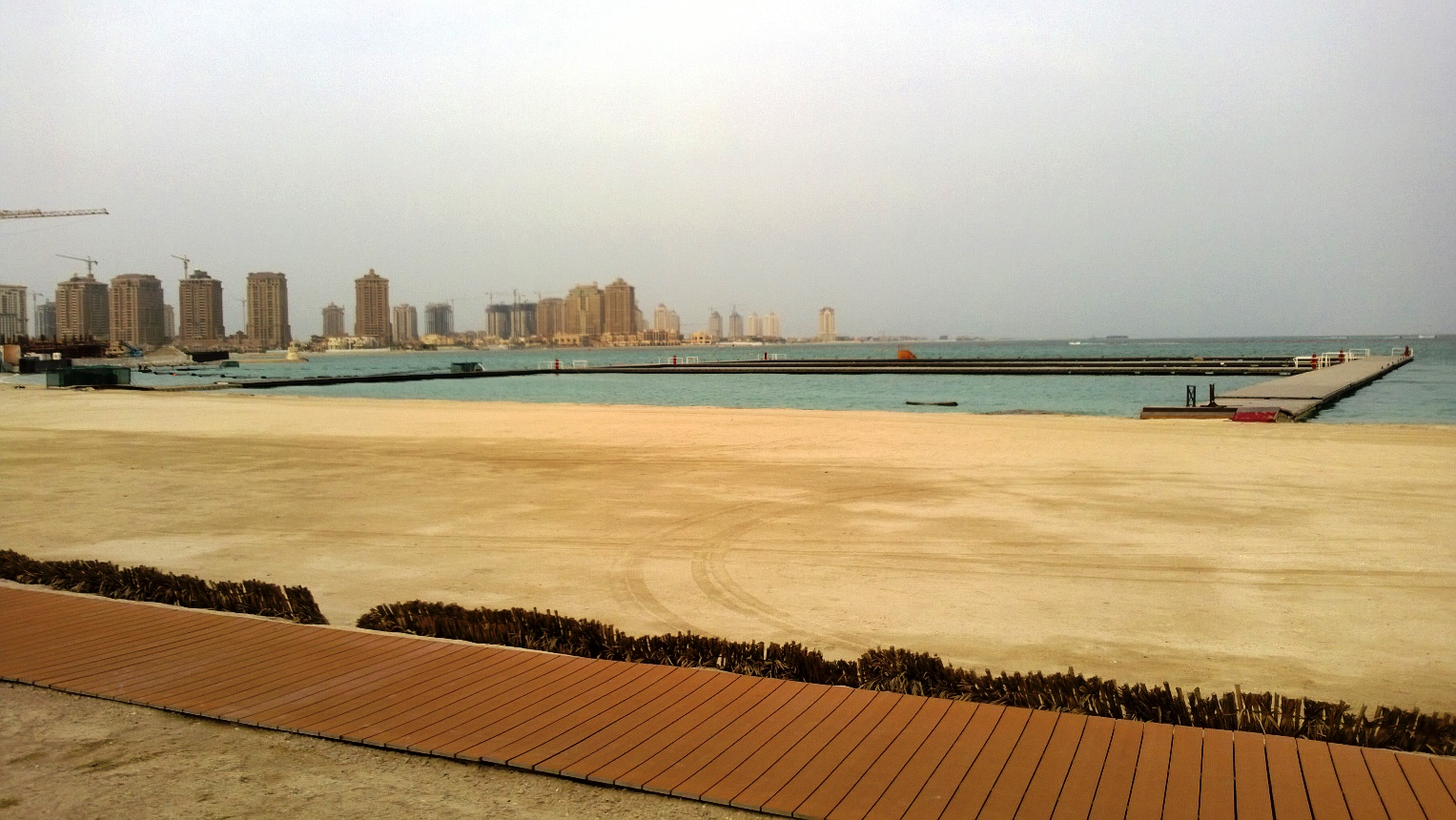
La spiaggia di Katara, una delle sedi della competizione

I Giochi mondiali sulla spiaggia 2019 (ufficialmente in inglese 2019 ANOC World Beach Games; in arabo 2019 ألعاب شاطئ العالم) sono stati l'edizione inaugurale della manifestazione multisportiva mondiale organizzata dall'Associazione dei Comitati Olimpici Nazionali (ANOC). Si sono svolti a Doha, in Qatar, dal 12 al 16 ottobre 2019.
Inizialmente la sede assegnata è stata San Diego, negli Stati Uniti d'America, ma a meno di cinque mesi dall'inizio della competizione la città statunitense è stata costretta a ritirarsi a causa della carenza di finanziamenti privati.

## Assegnazione
Oltre a San Diego, tra le città candidate a ospitare la prima edizione dei Giochi figuravano anche l'altra città statunitense di Sarasota, Dubai, Soči, e una possibile sede cinese. La scelta ufficiale di San Diego è avvenuta il 30 ottobre 2015, dopo un'assemblea dell'ANOC che si è svolta a Washington. Ma in prossimità dell'inizio della competizione San Diego ha lamentato la carenza di finanziamenti privati per l'organizzazione dell'evento, costringendo così l'ANOC a dovere effettuare una nuova assegnazione. Il 14 giugno 2019 è stata ufficializzata come nuova sede la città di Doha, in Qatar.
I Giochi mondiali sulla spiaggia erano inizialmente in programma nel settembre 2017, ma nell'agosto 2016 è stata annunciata la loro posticipazione al 2019 per concedere alle singole federazioni maggior tempo per la preparazione degli atleti.

## Sedi di gara
La principale sede di gara è stata la spiaggia di Katara dove sono stati disputati tutti gli eventi ad eccezione del bouldering e dello skateboard, disputati nell'Aspire Zone, e dello sci nautico e del wakeboard, le cui gare hanno avuto luogo nella laguna Leqtaifiya.

## Discipline sportive
Sono state disputate 14 discipline di 13 distinti sport (originariamente erano programmati anche surf e ciclismo BMX ma sono stati rimossi). Tutti gli eventi programmati appartengono a discipline non olimpiche. Ogni disciplina rispetta la parità di genere per numero di eventi.
1. Pallacanestro
  -  Pallacanestro 3x3 (2) (dettagli)
2. Calcio
  -  Beach soccer (2) (dettagli)
3. Pallamano
  -  Beach handball (2) (dettagli)
4. Karate
  -  Karate (2) (dettagli)
5. Sport nautici
  -  Kitesurfing (2) (dettagli)
6. Skateboard
  -  Skateboarding (dettagli)
7. Arrampicata
  -  Bouldering (2) (dettagli)
8. Sport acquatici
  -  Nuoto di fondo (2) (dettagli)
9. Tennis
  -  Tennis da spiaggia (2) (dettagli)
10. Triathlon
  -  Aquathlon (3) (dettagli)
11. Pallavolo
  -  Beach volley 4x4 (2) (dettagli)
12. Sci d'acqua
  -  Wakeboard (2) (dettagli)
  -  Sci nautico (2) (dettagli)
13. Lotta
  -  Lotta sulla spiaggia (8) (dettagli)

Il numero tra parentesi indicata il numero di eventi per ogni singola disciplina.

## Nazioni partecipanti
Hanno partecipato alla competizione 1.237 atleti provenienti da 97 nazioni.
- Argentina (25)
- Aruba (2)
- Australia (41)
- Austria (6)
- Azerbaigian (7)
- Barbados (1)
- Belgio (1)
- Bielorussia (3)
- Botswana (2)
- Brasile (77)
- Bulgaria (3)
- Cambogia (1)
- Camerun (1)
- Canada (18)
- Cile (11)
- Cina (25)
- Capo Verde (10)
- Colombia (9)
- Corea del Sud (3)
- Costa d'Avorio (4)
- Croazia (13)
- Danimarca (26)
- Ecuador (6)
- El Salvador (12)
- Emirati Arabi Uniti (12)

- Filippine (2)
- Finlandia (2)
- Francia (31)
- Gambia (6)
- Georgia (4)
- Germania (21)
- Giappone (25)
- Giordania (8)
- Gran Bretagna (22)
- Grecia (16)
- Hong Kong (5)
- Indonesia (12)
- Iran (17)
- Irlanda (3)
- Isole Salomone (12)
- Israele (4)
- Italia (35)
- Kazakistan (3)
- Kuwait (2)
- Lettonia (6)
- Liberia (1)
- Lussemburgo (3)
- Madagascar (3)
- Malaysia (2)

- Mali (4)
- Marocco (18)
- Mauritius (1)
- Messico (31)
- Mongolia (8)
- Montenegro (1)
- Mozambico (6)
- Namibia (4)
- Nigeria (7)
- Nuova Zelanda (5)
- Oman (11)
- Paesi Bassi (9)
- Pakistan (1)
- Panama (1)
- Paraguay (22)
- Perù (6)
- Polonia (23)
- Portogallo (14)
- Porto Rico (5)
- Qatar (29)
- Rep. Ceca (13)
- Rep. Dominicana (11)
- Romania (10)
- Russia (55)

- Samoa Americane (1)
- San Marino (2)
- Senegal (12)
- Serbia (2)
- Singapore (1)
- Slovacchia (3)
- Slovenia (10)
- Spagna (62)
- Stati Uniti (75)
- Suriname (1)
- Svezia (12)
- Svizzera (15)
- Taipei cinese (5)
- Thailandia (3)
- Togo (8)
- Tunisia (20)
- Turchia (13)
- Ucraina (32)
- Uganda (8)
- Ungheria (32)
- Uruguay (23)
- Vanuatu (6)
- Venezuela (16)
- Vietnam (11)

## Programma
| CA | Cerimonia d'apertura | 1 | Finali | CC | Cerimonia di chiusura | ● | Competizioni |

| Ottobre              | 11 Ven | 12 Sab | 13 Dom | 14 Lun | 15 Mar | 16 Mer | Eventi |
| -------------------- | ------ | ------ | ------ | ------ | ------ | ------ | ------ |
| Cerimonie            |        | CA     |        |        |        | CC     |        |
| Aquathlon            |        |        |        | 2      | 1      |        | 3      |
| Beach handball       | ●      | ●      | ●      | ●      | ●      | 2      | 2      |
| Beach soccer         | ●      |        | ●      | ●      | ●      | 2      | 2      |
| Beach volley 4x4     |        | ●      | ●      | ●      | ●      | 2      | 2      |
| Lotta sulla spiaggia |        |        |        | 4      | 4      |        | 8      |
| Bouldering           |        |        | ●      | 2      |        |        | 2      |
| Karate kata          |        | ●      | 2      |        |        |        | 2      |
| Kitesurfing          |        |        | ●      | ●      | 1      | 1      | 2      |
| Nuoto di fondo       |        |        | 2      |        |        |        | 2      |
| Pallacanestro 3x3    |        |        | ●      | ●      | ●      | 2      | 2      |
| Sci nautico          |        |        | ●      | 2      |        |        | 2      |
| Skateboarding        |        |        |        | 1      | 1      |        | 2      |
| Tennis da spiaggia   |        | ●      | ●      | ●      | 2      | 1      | 3      |
| Wakeboard            |        |        | ●      | 2      |        |        | 2      |
| Eventi totali        |        |        | 4      | 13     | 9      | 10     | 36     |
| Totale complessivo   |        |        | 4      | 17     | 26     | 36     | 36     |
| Ottobre              | 11 Ven | 12 Sab | 13 Dom | 14 Lun | 15 Mar | 16 Mer | Eventi |

## Medagliere
| Posiz.                                  | Nazione                                 | Oro | Argento | Bronzo | Totale |
| --------------------------------------- | --------------------------------------- | --- | ------- | ------ | ------ |
| 1                                       | Spagna                                  | 7   | 1       | 2      | 10     |
| 2                                       | Brasile                                 | 5   | 4       | 3      | 12     |
| 3                                       | Italia                                  | 4   | 1       | 1      | 6      |
| 4                                       | Stati Uniti                             | 4   | 0       | 4      | 8      |
| 5                                       | Giappone                                | 3   | 2       | 0      | 5      |
| 6                                       | Russia                                  | 2   | 2       | 3      | 7      |
| 7                                       | Georgia                                 | 2   | 1       | 1      | 4      |
| 8                                       | Francia                                 | 1   | 2       | 0      | 3      |
| 9                                       | Bielorussia                             | 1   | 1       | 1      | 3      |
| 9                                       | Iran                                    | 1   | 1       | 1      | 3      |
| 11                                      | Nigeria                                 | 1   | 1       | 0      | 2      |
| 11                                      | Paesi Bassi                             | 1   | 1       | 0      | 2      |
| 13                                      | Germania                                | 1   | 0       | 3      | 4      |
| 14                                      | Colombia                                | 1   | 0       | 0      | 1      |
| 14                                      | Danimarca                               | 1   | 0       | 0      | 1      |
| 14                                      | Pakistan                                | 1   | 0       | 0      | 1      |
| 17                                      | Azerbaigian                             | 0   | 4       | 1      | 5      |
| 18                                      | Ungheria                                | 0   | 3       | 1      | 4      |
| 19                                      | Turchia                                 | 0   | 2       | 0      | 2      |
| 20                                      | Ucraina                                 | 0   | 1       | 2      | 3      |
| 21                                      | Cina                                    | 0   | 1       | 1      | 2      |
| 21                                      | Gran Bretagna                           | 0   | 1       | 1      | 2      |
| 23                                      | Australia                               | 0   | 1       | 0      | 1      |
| 23                                      | Finlandia                               | 0   | 1       | 0      | 1      |
| 23                                      | Polonia                                 | 0   | 1       | 0      | 1      |
| 23                                      | Porto Rico                              | 0   | 1       | 0      | 1      |
| 23                                      | Qatar                                   | 0   | 1       | 0      | 1      |
| 23                                      | Svizzera                                | 0   | 1       | 0      | 1      |
| 23                                      | Taipei cinese                           | 0   | 1       | 0      | 1      |
| 30                                      | Romania                                 | 0   | 0       | 3      | 3      |
| 31                                      | Bulgaria                                | 0   | 0       | 1      | 1      |
| 31                                      | Canada                                  | 0   | 0       | 1      | 1      |
| 31                                      | Cile                                    | 0   | 0       | 1      | 1      |
| 31                                      | Hong Kong                               | 0   | 0       | 1      | 1      |
| 31                                      | Indonesia                               | 0   | 0       | 1      | 1      |
| 31                                      | Mongolia                                | 0   | 0       | 1      | 1      |
| 31                                      | Rep. Dominicana                         | 0   | 0       | 1      | 1      |
| 31                                      | Slovenia                                | 0   | 0       | 1      | 1      |
| 31                                      | Svezia                                  | 0   | 0       | 1      | 1      |
| 31                                      | Venezuela                               | 0   | 0       | 1      | 1      |
| Totale (40 comitati olimpici nazionali) | Totale (40 comitati olimpici nazionali) | 36  | 36      | 38     | 110    |